# Atheïstisch manifest
Atheïstisch manifest: drie wijsgerige opstellen over godsdienst en moraal ("Manifeste athée: trois essais philosophiques sur la religion et la morale") est un ensemble d'essais du philosophe néerlandais Herman Philipse. Publié à l'origine en 1995, Herman Philipse a sorti une nouvelle version en 2004, qui comprenait un nouvel ensemble de quatre essais intitulé De onredelijkheid van religie ("Le caractère déraisonnable de la religion"). La compilation a été publiée sous le nom de Atheïstisch manifest en De onredelijkheid van religie ("Manifeste athée et le caractère déraisonnable de la religion"). 
Dans la version courte du livre, Herman Philipse indique que l'on peut parler rationnellement de l'existence de Dieu, mais si l'on veut prendre au sérieux les sciences naturelles, il faut rejeter le sens traditionnel du mot «Dieu». Cependant, si l'on voulait définir le mot «Dieu» comme quelque chose d'inconnaissable, Dieu ne peut avoir aucun contenu descriptif et donc ne pas exister. Il n'y a donc aucun fondement à la morale théiste,. 
Le manifeste Atheïstisch de Philipse lui a valu une dispute acharnée avec plusieurs théologiens, dont Eginhard Meijering, Vincent Brümmer et Harry Kuitert, qui lui ont répondu par leur désapprobation, et l'ont finalement affronté dans un débat sur « la durabilité de l'athéisme » au printemps 1996. Philipse a argumenté sur le fait que tous les arguments proposés jusqu'à présent pour l'existence de Dieu étaient invalides, tandis que les théologiens ont soutenu que Philipse n'avait pas suffisamment approfondi la question, manqué le contexte religieux et ignoré la consolation que la croyance en Dieu offrait.
Quelque temps après les attentats du 11 septembre 2001, Ayaan Hirsi Ali a lu l'Atheïstisch manifest (en 2002), ce qui l'a conduite à son apostasie définitive, après quoi elle est devenue une célèbre critique de l'islam. Pour Herman Philipse aussi, le thème de la religion et de la moralité a de nouveau gagné en urgence à cause du "9/11", après quoi il a décidé d'écrire quatre nouveaux essais sur la relation entre science et religion sous le titre De onredelijkheid van religie, et de les combiner avec son travail de 1995. Ce contenu, complété d'une préface écrite par Hirsi Ali, a été publié en 2004 sous le nom de Atheïstisch manifest en De onredelijkheid van religie. 
En 2012, Philipse a publié un nouveau livre, beaucoup plus élaboré, God in the Age of Science?, considéré comme une amélioration de l'Atheïstisch manifest. Il précise que « C'était une question de conscience. Aux Pays-Bas, tout le monde ne me connaît qu'à cause de cet étrange manifeste. Eh bien, cela me frustre. Je voulais vraiment bien creuser la question cette fois. Pour qu'ils ne puissent plus dire: vous avez simplement écrit un livret superficiel à ce sujet ». 